# Giuseppe Zaniboni
Giuseppe Zaniboni (Stagno Lombardo, 13 marzo 1949) è un ex calciatore italiano, di ruolo difensore.

## Carriera
Cresciuto calcisticamente nelle giovanili della Cremonese, fece il suo esordio in Serie B nelle file dell'Atalanta che lo acquistò nella stagione 1968-1969. In quello stesso anno indossò la maglia azzurra giocando nella nazionale Under-21 e nella rappresentativa olimpica sotto la guida di Azeglio Vicini.
Nel 1970-1971 lo acquistò la Juventus, con cui disputò solo 3 partite complice una malattia diagnosticatagli all'inizio del campionato.
L'anno dopo ebbe una breve parentesi al Mantova per riprendere confidenza con l'attività agonistica. Seguì il ritorno alla Juventus dove vinse formalmente lo scudetto del 1972-1973, senza tuttavia totalizzare presenze in campionato; ne mise a referto invece 4 in Coppa Italia. Ceduto a titolo definitivonell'annata 1973-1974 al Cesena, rimase qui per un lustro salvo una parentesi al Monza.
Concluse l'attività agonistica nel Forlì, in Serie C1, per proseguire a livello dilettantistico.

## Palmarès

### Club

#### Competizioni giovanili
- Torneo di Viareggio: 1

Atalanta: 1969

#### Competizioni nazionali
- Campionato italiano: 1

Juventus: 1972-1973